# Timothy Creamer
Timothy John Creamer (Huachuca City, 15 november 1959) is een Amerikaans voormalig ruimtevaarder. In 2009/2010 verbleef hij 163 dagen aan boord van het Internationaal ruimtestation ISS.
Creamer maakte deel uit van NASA Astronautengroep 17. Deze groep van 32 ruimtevaarders begon hun training in 1998 en had als bijnaam The Penguins.
Creamer’s eerste en enige ruimtevlucht was Sojoez TMA-17 en vond plaats op 21 december 2009. Deze vlucht bracht de bemanningsleden naar het ISS. Hij maakte deel uit van de bemanning van ISS Expeditie 22 en 23. In 2011 ging hij als astronaut met pensioen.